# Human Conflict Number Five
Human Conflict Number Five è il primo EP del gruppo musicale statunitense 10,000 Maniacs, pubblicato nel 1982.

## Tracce
1. Tension (Natalie Merchant, John Lombardo) - 3:18
2. Planned Obsolescence (Dennis Drew, Merchant) - 4:22
3. Orange (Merchant, Lombardo) - 2:24
4. Groove Dub (Merchant, Lombardo) - 3:20
5. Anthem for Doomed Youth (Wilfred Owen, Lombardo) - 2:44